# Ichthyococcus ovatus
Ichthyococcus ovatus is een straalvinnige vissensoort uit de familie van lichtvissen (Phosichthyidae). De wetenschappelijke naam van de soort is voor het eerst geldig gepubliceerd in 1838 door Cocco.